# 彼得里夫卡 (別里斯拉夫區)
47°24′49″N 33°47′29″E / 47.41361°N 33.79139°E
彼得里夫卡（烏克蘭語：Петрівка）是位於烏克蘭南部的村莊，由赫爾松州貝里斯拉夫區的新沃龍佐夫卡市鎮負責管轄。該村始建於1928年，面積15平方公里，海拔高度82米，2001年人口109，人口密度每平方公里7.3人。